# Пянда, Пантелей Демидович
Пантеле́й Деми́дович Пя́нда (Пенда) — русский землепроходец XVII века, открывший в 1623 году реку Лену.

## Происхождение
Сведений о личности Пянды имеется очень мало. Его записи («скаски») не сохранились, а вся информация о нём собрана в середине XVIII века историком Г. Ф. Миллером. Внимание историков к его личности привлёк известный исследователь Сибири А. П. Окладников. Не существует достоверных сведений ни о его настоящем имени, ни о месте рождения и смерти, ни о судьбе до и после похода на Лену. Наиболее вероятно, что Пянду звали Демидом Софоновичем. По другой версии — Пантелеем Демидовичем. Вероятно происходил из поморов.
В опубликованной в 1965 году Б. П. Полевым обнаруженной в Государственном архиве древних актов «кабальной» (долговой) записи 1643 года фигурирует Пантелей Демидов Пянда. Эта запись является единственным документальным свидетельством о Пянде (Пенде).

## Открытие реки Лены
В 1619 году Пянда прибыл из Енисейска в Мангазею. Там он собрал группу в 40 человек и пошёл с ними в Туруханск для скупки пушнины. В то время до русских промышленников в Туруханске от тунгусов (эвенков) стали доходить сведения о большой и богатой пушным зверем реке Елюенэ к востоку от Енисея.
Руководствуясь этими сведениями, в 1620 году Пянда с товарищами выдвинулись на стругах вверх по Нижней Тунгуске. На ней они провели два года, торгуя с местным населением и зимуя в построенных зимовьях. От эвенков Пянда узнал, что рядом с его последним зимовьем на Нижней Тунгуске протекает другая крупная река. Весной 1623 года отряд перешёл Чечуйский волок и достиг реки Лены в районе современного Киренска. Оттуда Пянда начал сплав вниз по реке. Он доплыл до района современного Якутска, где ознакомился с бытом кангаласских якутов, и повернул назад. Вверх по Лене землепроходцы поднялись до района Жигалово, а оттуда перешли на Ангару, по которой спустились в Енисейск.
В 1619—1628 годах Пантелей Пянда зафиксировал название реки в форме Елюенэ, которое в русском употреблении закрепилось как Лена.
За время похода Пянда преодолел более 8 тысяч километров ранее неизвестных речных путей, открыл реку Лену и удобный путь на неё. Всё это стало важными предпосылками для дальнейшего продвижения русских землепроходцев на восток.